# Segunda República española en Cantabria

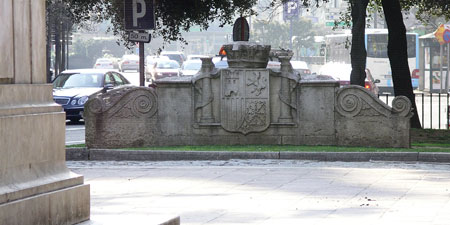
El escudo de la Segunda República española situado en la antigua Plaza del Ayuntamiento de Santander.

La historia de la Segunda República española en Cantabria puede sintetizarse brevemente en el siguiente esquema de tendencias y tensiones que desembocaron en la guerra civil española:
- Formación y robustecimiento progresivo de una derecha radicalmente hostil al nuevo régimen, o cuanto menos, a su orientación ideológica inicial.

- Preocupación constante del Partido Socialista de Cantabria por mantener su identidad como partido de clase en sus relaciones con los partidos republicanos.

- Incapacidad de los partidos republicanos para lograr un entendimiento en beneficio de la estabilidad de la República.

En Cantabria, todas estas tendencias y tensiones fueron vividas intensamente desde la implantación del régimen republicano hasta su final, aunque la violencia política no llegó a tener episodios tan violentos como los de otras regiones. Solamente algunos sucesos de violencia menor, como los que tuvieron lugar en octubre de 1934, cabe registrar en los primeros cinco años de historia de la República.
Sin embargo, durante la dramática primavera de 1936, las tensiones se hicieron más duras y los enfrentamientos fueron a veces sangrientos. La calle, en aquellos meses, comenzó a ser escenario cotidiano de violencias, que culminaron en el asesinato de Luciano Malumbres, director del vespertino izquierdista, La Región, a manos de un sicario de la Falange Española.

## La nueva derecha

Bandera tradicional carlista.

En Cantabria, la organización de las fuerzas opuestas a la orientación ideológica que el régimen republicano asume desde el primer momento, fue rápida. Dos meses después de la proclamación de la República ya hay en Cantabria una nueva derecha organizada, en condiciones para presentarse a unas elecciones para las Cortes Constituyentes, consiguiendo los dos diputados que correspondían a las minorías. 
Los postulados o principios de orden, religión, familia y propiedad (no se nombra la monarquía) sirven eficazmente para movilizar un amplio sector de la clase media urbana y muy amplias capas del campesinado, sobre el que la influencia de la Iglesia era muy considerable. Cantabria fue, en aquellas primeras elecciones de la República, una de las regiones que aportó mayor "cuota" de diputados de derecha al Parlamento Constituyente.
La consolidación de esta derecha, muy distinta en muchos aspectos a la tradicional del régimen monárquico, fue rápida. En 1932 hay ya dos focos considerables de reclutamiento y de influencia derechista en la capital, que pronto extienden su influencia a otras localidades como Torrelavega, Reinosa, etcétera: La Agrupación Regional Independiente, en la que fue siempre considerable la influencia del diputado Pedro Sainz Rodríguez, de declarada tendencia monárquica, y el Centro Tradicionalista, en el que comienza a destacar la figura joven de José Luis Zamarillo. Crece también por estas fechas, o, cuando menos, se consolida cerrando el paso a los esfuerzos de otras tendencias, la fuerza de los sindicatos agrícolas de inspiración católica, cuya realización cumbre fue, en 1932 ¿?.
La derecha (monárquicos, seguidores de Gil-Robles o tradicionalistas) es, sin duda, la principal fuerza política de Cantabria gracias a su cohesión, inspirada en la beligerancia contra la ideología del régimen. La Iglesia y organizaciones como la Acción Católica contribuyeron decisivamente a esta cohesión.

## El Partido Socialista
En Cantabria, el Partido Socialista Obrero Español, que contaba con casi medio siglo de existencia (15 de mayo de 1887), era en 1931 la fuerza política mejor organizada y su contribución al éxito de las candidaturas antimonárquicas el 12 de abril fue decisiva en los núcleos urbanos, particularmente en Santander y Torrelavega. La disposición de colaboración con los republicanos liberales, se mantuvo en las elecciones Constituyentes, pero muy pronto esta disposición comenzó a cambiar.
Así, en el congreso nacional del partido, celebrado en Madrid en octubre de 1932, Bruno Alonso, la principal figura del socialismo en Cantabria, presentó una propuesta, que fue rechazada, en la que se pedía la retirada de los socialistas del Gobierno. A partir de estas fechas es frecuente que en reuniones, escritos y mítines, los responsables del socialismo cántabro expresen su preocupación por el daño que el partido pueda sufrir ante la opinión obrera por su colaboración activa con la burguesía republicana, sobre todo a nivel ministerial. No se trata, por otra parte, de una opinión unánime, ni mucho menos, dentro del partido, como lo prueba el hecho de que la decisión de ir solos a las elecciones de 1933 obtuvo 265 oposiciones de un total de 850 votantes. 
En cualquier caso, el PSOE de Cantabria nunca se sintió inquieto durante los años de la República por la competencia posible con otros partidos obreros, como los anarquistas o los comunistas, que fueron siempre fuerzas mínimas en Cantabria. 
La preocupación por marcar distancias respecto a la política de la República en el primer bienio ha de interpretarse como una postura dictada por consideraciones de política general del partido en el ámbito nacional, del mismo modo que la considerable corriente que se acusa en el seno del partido cántabro, a la que se acaba de aludir, en favor de la unión con la izquierda burguesa, expresa manifiestamente la preocupación que en el seno del partido se siente también por la suerte de la República, amenazada por el vigoroso crecimiento de la derecha. Finalmente, a la hora de organizar el Frente Popular, el acuerdo de los socialistas montañeses para colaborar con los partidos republicanos de la izquierda, se alcanza sin dificultades.

## Los partidos republicanos
Casi todos los partidos republicanos de ámbito nacional estuvieron representados en Cantabria durante la Segunda República. Dos partidos «históricos», el Federal y el Radical (fundado este último precisamente en Santander, en 1908 por Alejandro Lerroux), representaban la tradición republicana y contaban, sobre todo el primero, con cierto apoyo de la población obrera. 
Entre los de nueva creación, el Partido Radical Socialista (PRRS) se había constituido en la capital unos meses antes de la caída de la monarquía; y la Derecha Liberal Republicana de Alcalá Zamora y Miguel Maura se formó inmediatamente después de la proclamación de la República, aunque de manera informal tuvo ya alguna presencia en las elecciones del 12 de abril. El primer partido de Azaña, Acción Republicana, no aparece en el escenario político de Cantabria hasta principios de 1932, cuando los dos diputados federales Ramón Ruiz Rebollo y Pérez Iglesias se pasan a sus filas. Más tarde, a partir de 1934, Ruiz Rebollo será también la figura principal en Cantabria del nuevo partido de Azaña, Izquierda Republicana. 
Finalmente, las escisiones que en sus direcciones centrales se producen en los partidos republicanos, se acusan casi siempre de modo inmediato en Cantabria. Es a consecuencia de estas escisiones por lo que aparecen sucesivamente el Partido Republicano Conservador de Miguel Maura (no hay trazas, sin embargo, de los progresistas de Alcalá Zamora), el Partido Radical-Socialista Independiente de M. Domingo (integrado más tarde en Izquierda Republicana) y dos fracciones del Partido Federal, que de día en día pierde adeptos en Cantabria. No hay, sin embargo, seguidores de Martínez Barrio cuando este crea, al separarse de Lerroux, el partido de Unión Republicana.
Los partidos Republicanos ocupan en Cantabria una franja relativamente apreciable, pues se puede evaluar en un 20% del electorado, entre la derecha hostil al régimen y la izquierda obrera, representada casi en exclusiva por el Partido Socialista Obrero Español. El entendimiento entre estos partidos quedó roto ya en parte desde junio de 1931, cuando los radicales seguidores de Maura y Alcalá Zamora fueron excluidos, acusados de "derechismo", de la conjunción republicano-socialista, que, sin embargo, se mantenía en aquellas fechas en casi todas las provincias de España.
A partir de ese momento, los partidos republicanos en Cantabria, se dividen, sin reconciliación posible, en partidos de derecha (o centro-derecha) y partidos de izquierda. Los resultados de las elecciones de 1936 supusieron el hundimiento definitivo de los partidos republicanos de centro-derecha y sus seguidores perdieron definitivamente las esperanzas que habían puesto en la moderación de la república burguesa.

## Los falangistas

Bandera de Falange Española.

Falange Española, cuyo primer acto público había tenido lugar en Madrid, en octubre de 1933, completa con su presencia en Cantabria el cuadro de tensiones y violencias. En octubre de 1934 hay ya algunos grupos organizados en la capital, que pronto se extienden, siempre en número muy reducido a otras localidades. La mayoría de los militantes son jóvenes de clase media y también algunos trabajadores.
Manuel Hedilla, en la Falange de Renedo de Piélagos, es un nombre que años más tarde tendrá relieve nacional, al ser el sucesor de José Antonio Primo de Rivera. Enfrentados en lucha armada con los sectores más radicalizados de las Juventudes Socialistas, federales o libertarias, los falangistas han elegido ya, como aquellos, el camino que acabará fatalmente con las posibilidades de convivencia pacífica en España.

## Elecciones
La comprensión de los acontecimientos políticos, en su vertiente electoral, en Cantabria durante la II República, requiere, además del estudio de las elecciones que tuvieron lugar en dicho período, la inclusión del análisis de las municipales de 1931 (estrictamente hablando, las últimas elecciones de la monarquía), imprescindibles para su entendimiento.
Los procesos electorales que tuvieron lugar en Cantabria fueron los mismos que en el conjunto de país.

### Fuerzas de presencia

Bandera de la Segunda República española con su escudo.

En las elecciones municipales de 1931, de los 1072 concejales en los 102 municipios de la circunscripción electoral que formaba Cantabria, hubo 449 concejales proclamados, según el artículo 29 de la ley electoral.
En algunos de los municipios se dio un reparto de escaños entre monárquicos y republicanos, y en esa distribución siempre correspondió a los republicanos el lote de concejalía destinada a las minorías, siendo las mayorías para los monárquicos.
En esas elecciones municipales, la situación electoralmente más interesante correspondió a la capital, donde las gestiones para la formación de las candidaturas comenzaron muy pronto. En los primeros días de marzo, la prensa publicó un adelanto de las fuerzas que tomarían parte en la lucha electoral, y en esos momentos ya fue posible ver que concurrirían a las urnas dos bloques básicos, aunque participaron también dos grupos de escasísima relevancia.
Desde fechas muy anteriores a la misma convocatoria de las elecciones, se consideró fundamental, por parte de la derecha monárquica, la unión de los partidos e individuos que pretendían la continuidad de la monarquía. Y precisamente debido a la coincidencia que existió entre los monárquicos de esa necesidad de unión, y de las posibilidades de victoria republicana, no se produjeron problemas a la hora de acoplar las candidaturas. Esta unión monárquica (que se plasmó en una candidatura decidida el 16 de marzo) fue fundamentalmente impulsada por el periódico El Diario Montañés, que al tiempo, hizo un planteamiento catastrofista de las elecciones, lleno, asimismo, de temores por la muy posible victoria republicano-socialista.
La necesidad de unión ante las elecciones era también evidente para los partidos republicanos y el Partido Socialista Obrero Español. Sin embargo, aunque desde agosto de 1930, con la firma del Pacto de San Sebastián, estos partidos habían aunado sus esfuerzos en pro de conseguir un cambio de régimen, a la hora de acordar alianzas y candidaturas se les presentaron algunos problemas. Sin embargo, una vez rechazada la unión con los constitucionalistas y decidido el número de miembros de cada partido que integraba la candidatura, ésta quedó completa el mismo día que la candidatura monárquica.
Las candidaturas constitucionalistas y comunistas carecieron de importancia, ya que ni siquiera optaron a los puestos de la mayoría, como los monárquicos y los republicano-socialistas.
La proclamación de la República trajo consigo que las subsiguientes elecciones a Cortes Constituyentes se celebraran en condiciones muy diferentes en las elecciones a Cortes de la monarquía. En primer lugar, el Gobierno amplió el censo electoral, rebajando la edad de votar a los 23 años, y en segundo término, por medio de un decreto, introdujo modificaciones en la Ley Electoral, que implicaron claras ventajas para las coaliciones. Por ello, en Santander, como en el resto de España, los partidos que habían resultado vencedores en las elecciones municipales intentaron, desde primeros de mayo, presentar una sola candidatura. Pero, pese a esas primeras intenciones de unidad, surgieron tantos problemas para lograr la candidatura de Conjunción, que terminaron concurriendo tres grupos republicanos: Conjunción, Radical y Derecha Liberal Republicana.
Los monárquicos en general, no participaron como tales en las elecciones de junio de 1931, sino que formaron candidaturas como Acción Nacional. En Santander (que estaba comprendida en la zona de mayor influencia derechista), la derecha monárquica concurrió a las elecciones constituyendo una formación política denominada Agrupación Regional Independiente. Fue la suya una candidatura a las minorías, posiblemente porque los miembros de la Agrupación, conscientes de la euforia republicana del electorado, consideraron más realista optar solamente a dos escaños.
Tomaron parte también en las elecciones dos candidatos independientes y cuatro del Partido Comunista Español, no llegando estos últimos a ser proclamados. Las elecciones a Cortes de noviembre de 1933 tuvieron lugar, como las anteriores elecciones a Cortes, bajo nuevas condiciones electorales, concretadas en una nueva Ley Electoral que más que duplicó el censo electoral con el voto femenino.
Dado que en las elecciones municipales de abril de 1933 (que renovaron los ayuntamientos en los que los concejales no habían sido elegidos por votación en abril de 1931) y en las elecciones de vocales del Tribunal de Garantías Constitucionales de septiembre del mismo año (cuyo cuerpo electoral estaba formado, principalmente, por los concejales municipales) se había mostrado la inclinación conservadora del electorado, las derechas españolas se concentraron ante las elecciones a Cortes del año 1933 con grandes esperanzas de triunfo electoral. Triunfo que también les auguraba su voluntad de unificar a los más significados elementos derechistas de las provincias, en candidaturas coordinadas por la CEDA, Acción Popular u otros grupos afines, junto con el apoyo de las organizaciones patronales.
En Santander, los cinco candidatos de la Unión de Derechas Agrarias formaron la principal candidatura de derechas, lograda con facilidad, puesto que no hubo diferencias entre las fuerzas que la componían.
Por el contrario, las fuerzas de izquierda concurrieron dispersas a las urnas, lo que fue una de las causas de su derrota. En las elecciones a Cortes de febrero de 1936, respecto a las principales fuerzas no hubo problemas a la hora de concretar su participación electoral, dado que los acuerdos para las candidaturas del Frente Popular y las candidaturas de derechas encabezadas por la CEDA se realizaron a nivel nacional. Sin embargo en Santander se presentaron algunos inconvenientes en la gestación de la principal candidatura de la derecha, por la exclusión del candidato tradicionalista (que en 1933 había formado parte de la Unión de Derechas Agrarias). Este rechazo motivó que, a pesar del apoyo al Bloque Contrarrevolucionario, el tradicionalismo montañés concurriera también a las elecciones con José Luis Zamanillo como candidato.

### Campañas electorales
En el desarrollo de las campañas electorales fue fundamental el papel de la prensa, pues en los cuatro diarios de Santander, El Cantábrico, El Diario Montañés, La Región y La Voz de Cantabria se publicaban las candidaturas, los programas electorales y comentarios a los mismos. Por otro lado, El Diario Montañés, por medio de editoriales y artículos, constituyó el mayor apoyo de la derecha, mientras que La Región siempre estuvo a favor de la izquierda. Estas posturas se plasmaron, en las elecciones de 1933 y 1936, en expresivas y reveladoras cuñas de propaganda electoral.
Las campañas generalmente, se desarrollaron con dos tipos de mítines. Por un lado, pequeñas reuniones electorales en locales de los barrios de la capital, o en los municipios de la circunscripción, y por otro, grandes mítines al aire libre, o en lugares de gran aforo, en general en la capital, con oradores del mismo Santander y algunos significados líderes nacionales.
Los incidentes no abundaron, aunque hubo algunos, y los que se produjeron no fueron de importancia. Característica de las jornadas preelectorales correspondiente a junio de 1931 fue la atonía, en oposición a las restantes elecciones a Cortes y municipales de 1931. En las elecciones a las Cortes de 1933 se produjo una notable incorporación de las mujeres a la política y en este mismo período previo a las elecciones, y en la campaña de las elecciones a Cortes de 1936, también tuvo un destacado papel la radio, pues se transmitían discursos locales que se celebraban en los mítines.
Las campañas electorales fueron, por lo general, apasionadas, aunque la correspondiente a las elecciones a Cortes Constituyentes tuvo un tono más reposado y su contenido ideológico fue menor. La causa de ello estuvo en la proximidad de las elecciones municipales de 1931, cuya campaña comenzó el 22 de marzo, pero realmente se vivía desde meses antes en ambiente electoral, hecho propiciado por la fallida convocatoria de elecciones del general Berenguer.
Las elecciones a Cortes de 1933 y 1936 tuvieron jornadas preelectorales en las que se plasmó la marcada bipolarización de las fuerzas políticas. Tema recurrente de todas las campañas de la derecha fue la utilización de los sentimientos religiosos de los electores como instrumento para captar votos. Así, ante las elecciones de abril de 1931, los monárquicos se apoyaron en la identificación Catolicismo-España-Monarquía, como medio de movilizar el voto católico. En junio de 1931, la relación entre la religión y el conservadurismo social se reflejó en la exposición que hizo el canónigo Lauro Fernández del programa de la Agrupación Regional Independiente, que tenía por lema Orden, propiedad, familia y religión. En el año 1933 de nuevo se presionó insistentemente sobre la conciencia de los electores católicos, con el fin de que emitieran su voto por la candidatura de derechas. Y lo mismo se repitió en la campaña de 1936.
A este recurso de la derecha a razones religiosas para emitir el sufragio se opusieron campañas de las fuerzas de izquierda repletas de ataques contra la Iglesia y sus representantes, con la excepción del período previo a las elecciones municipales de 1931, en el que la propaganda republicano-socialista, al menos en Cantabria, no mostró ningún radicalismo anticatólico.
Pero si bien la anterior cuestión fue de gran relevancia en las campañas electorales, paralelamente se trataron otros temas, que por regla general, fueron los mismos que en el conjunto del país. Cuando comenzó la campaña electoral en marzo de 1931, se restablecieron las garantías constitucionales y se suprimió la previa censura de prensa. Esto fue así ya que se pretendía que existiese una libertad de propaganda política, si no total, sí lo suficiente amplia como para que resultase eficaz el escrutinio de la opinión pública que se pretendía con esas elecciones municipales, que en tales condiciones adquirieron, como es bien sabido, el carácter de un plebiscito contra la Monarquía. Por lo tanto, la alternativa Monarquía/República fue el tema básico de la campaña, seguido por la amnistía para los presos y exiliados como consecuencia de la sublevación de Jaca de diciembre de 1930, la cual no era más que una derivación de la polémica Monarquía/República, puesto que la rebelión a la que los militares se anticiparon trataba de implantar esta última.
A la ya mencionada atonía de junio de 1931, siguieron en 1933, unas apasionadas jornadas preelectorales. En ellas, mientras la derecha pretendía la abolición de las reformas del bienio anterior, la izquierda planteaba una posible revolución, con lo que los partidos que se pudieran considerar de centro quedaron relegados en tan tensa campaña, la República solo entendía de extremos para las elecciones de 1933.
También en 1936 la agresividad caracterizó al período preelectoral. La revolución de octubre de 1934 fue una cuestión continuamente debatida, por las derechas como argumento para inquietar a los electores, planteando su repetición a escala nacional, y por las izquierdas para recordar repetidamente la represión derechista y reclamar la necesidad de amnistía para los presos políticos como consecuencia de aquellos sucesos. En este aspecto, esas elecciones fueron semejantes a las municipales de 1931.

### Resultados electorales
Las votaciones, en todos los casos, se desarrollaron con tranquilidad, sin graves incidentes de orden público, a pesar de la agresividad y tensión de algunas de las campañas electorales. Respecto al comportamiento político de la circunscripción electoral de Cantabria, a lo largo de la II República, se puede afirmar que tuvo carácter conservador, aunque no marcadamente conservador. Además, es necesario subrayar que, pese a la superioridad de la derecha, hubo siempre un cierto equilibrio político, pues la izquierda logró en las elecciones generales de 1933 y 1936, los escaños de las minorías.
Esta circunscripción presentó unos resultados electorales muy similares a los nacionales. En abril de 1931, mientras en la mayor parte de los municipios triunfaron los monárquicos, en las ciudades hubo mayoría de concejales republicano-socialistas, como por ejemplo en Santander, 16 republicanos, 9 socialistas y 15 monárquicos, y en Torrelavega 7 republicanos, 5 socialistas y 8 monárquicos.
En junio de 1931 la fuerza mayoritaria fue la Conjunción Republicano-Socialista tanto en la provincia como en la capital, pero la Agrupación Regional Independiente obtuvo los escaños de las minorías, lo que constituyó un auténtico éxito, teniendo en cuenta las condiciones en que la derecha concurrió a los comicios.
En 1933 los candidatos de la Unión de Derechas Agrarias resultaron vencedores, tanto en el conjunto de la circunscripción como en la capital, con lo que obtuvieron los cinco escaños de las mayorías. Los dos escaños que correspondían a las minorías fueron conquistados por el Partido Socialista de Cantabria. La mayor discordancia con los resultados nacionales se produjo en 1936, ya que en Cantabria triunfó la derecha y no, como en la mayoría del resto de provincias de España, el Frente Popular (en Santander, en Torrelavega y en Reinosa venció este último). Pero aún entonces la considerable proximidad que existió entre ambas fuerzas estuvo dentro de los márgenes de diferencia que, en general, mantuvieron los dos grupos hegemónicos a escala nacional.

Bandera de la CNT.

Destaca en el conjunto de la circunscripción, excluida la capital, la menor fuerza electoral de la izquierda, mientras que la capital tuvo voluntad más izquierdista. Esto reafirma algo general y conocido, que es el mayor progresismo de los votantes de las ciudades respecto al electorado de las provincias.
La abstención, exceptuando las elecciones de compromisarios que fueron un caso especial puesto que los principales partidos nacionales de derechas no se presentaron y la mayoría del electorado conservador optó por la abstención, se mantuvo dentro de los límites aceptables y no parece que la hiciera aumentar el llamamiento abstencionista en 1933 de la Confederación Nacional del Trabajo (unión confederal de sindicatos autónomos de ideología anarcosindicalista).

### Tablas de resultados electorales

#### Elecciones a Cortes Constituyentes de junio de 1931
- Electores: 84.082. Votantes: 64.755. Participación: 77,01 %. Resultados de las elecciones:[6]

| Izquierda                                     |        |
| Nombre (Partido)                              | Votos  |
| Bruno Alonso Gutiérrez (Socialista)           | 36.633 |
| Gregorio Villarías López (Radical-Socialista) | 31.951 |
| Manuel Ruiz de Villa (Radical-Socialista)     | 31.155 |
| Ramón Ruiz Rebollo (Federal)                  | 35.700 |
| Eduardo Pérez Iglesias (Federal)              | 31.763 |
| Isidro Mateo Ortega (Radical)                 | 10.062 |
| Ángel Escobio Andraca (Comunista)             | 881    |
| José Bullejos Sánchez (Comunista)             | 674    |
| Enrique Rodríguez Martínez (Comunista)        | 644    |
| Gabriel León Trilla (Comunista)               | 559    |

| Derecha                                                       |        |
| Nombre (Partido)                                              | Votos  |
| A. Velarde Blanco (Derecha Liberal Republicana)               | 17.071 |
| E. Herrero Mazorra (D. L. R.)                                 | 16.603 |
| J. Alday Redonet (D. L. R.)                                   | 10.655 |
| L. Fernández González (Agrupación Regionalista Independiente) | 22.575 |
| P. Sainz Rodríguez (A. R. I.)                                 | 22.490 |
| V. Sánchez (Derecha Republicana indep.)                       | 14.495 |
| Luis de Hoyos Sainz (Independiente)                           | 545    |

#### Elecciones a Cortes  de noviembre de 1933
- Electores: 187.049. Votantes: 137.175. Participación: 73,24 %. Resultados de las elecciones:[7]

| Izquierda                                 |        |
| Nombre (Partido)                          | Votos  |
| V. Sanchéz y Sánchez (Republicano indep.) | 11.157 |
| Ramón Ruiz Rebollo (Acción Republicana)   | 11.113 |
| Manuel Ruiz de Villa (Radical-Socialista) | 9.606  |
| Daniel L. Ortiz Díaz (Acción Republicana) | 8.846  |
| José Luis Duro (Acción Republicana)       | 5.502  |
| Bruno Alonso González (Socialista)        | 40.455 |
| Antonio Ramos González (Socialista)       | 36.985 |
| Manuel Leiza Pedraja (Socialista          | 34.455 |
| Juan Ruiz Olazarán (Socialista)           | 33.633 |
| Antonio Vayas Gutiérrez (Socialista)      | 32.273 |
| Jerónimo Campano Fernández (Federal)      | 3.151  |
| Manuel Sañudo Diego (Federal)             | 2.678  |
| Ángel Escobio Andraca (Comunista)         | 1.727  |
| Manuel Puente Herrera (Comunista)         | 1.630  |
| Mariano Juez Sánchez (Comunista)          | 1.484  |
| Mariano Luis Martín (Comunista)           | 1.291  |
| Ángel Delgado Ruiz (Comunista)            | 1.279  |

| Derecha                                                |        |
| Nombre (Partido)                                       | Votos  |
| Alonso Velarde Blanco (Radical)                        | 20.996 |
| Isidro Mateo Ortega (Radical)                          | 18.972 |
| Julio Arce Alonso (Radical)                            | 17.060 |
| Fernando Quintanal Saráchaga (Conservador)             | 16.292 |
| José María Cossío (Conservador)                        | 14.367 |
| E. Pérez del Molino (Unión de Derechas Agrarias)       | 71.650 |
| J. M. Valiente Soriano (Unión de Derechas Agrarias)    | 71.079 |
| S. Fuentes Pila (Unión Derechas Agrarias)              | 70.398 |
| J. L. Zamanillo G. Camino (Unión de Derechas Agrarias) | 68.950 |
| P. Sainz Rodríguez (Unión de Derechas Agrarias)        | 68.010 |

#### Elecciones a Cortes  de febrero de 1936
- Electores: 195.919. Votantes: 147.388. Participación: 75,23 %. Resultados de las elecciones:[8]

| Izquierda                                  |        |
| Nombre (Partido)                           | Votos  |
| Bruno Alonso González (Socialista)         | 61.670 |
| Antonio Ramos González (Socialista)        | 60.446 |
| Juan Ruiz Olazarán (Socialista)            | 60.218 |
| Ramón Ruiz Rebollo (Izquierda Republicana) | 61.086 |
| José Lillo Sanz (Izquierda Republicana)    | 60.486 |

| Derecha                                                |        |
| Nombre (Partido)                                       | Votos  |
| P. de Ceballos Botín (Acción Popular; CEDA)            | 77.763 |
| R. Sánchez de Movellán (Acción Popular; CEDA)          | 75.352 |
| E. Pérez del Molino (Acción Popular; CEDA)             | 74.000 |
| S. Fuentes Pila (Agrupación Regional Independiente)    | 76.206 |
| P. Sainz Rodríguez (Agrupación Regional Independiente) | 71.574 |
| Eduardo Benzo Cano (Radical)                           | 9.495  |
| Julio Arce Alonso (Radical)                            | 9.250  |
| José Luis Zamanillo (Tradicionalista)                  | 11.735 |
| Victoriano Sánchez y Sánchez (Agrario)                 | 5.451  |
| Alonso Velarde Blanco (Cand. de centro)                | 15.469 |
| Julio Ruiz de Alda (Falange Española)                  | 2.930  |

## Diputación provincial durante la República
El 14 de abril se proclama la Segunda República española. Cantabria amanece republicana entre el júbilo de unos y el estupor de otros, que no se explicaban tan inesperado cambio por unas elecciones municipales. La Diputación Provincial celebró su última sesión el 23 de abril, bajo la presidencia de J. A. Morante y con la asistencia de los señores Pereda Elordi, Cordero Arronte, Labat Calvo y Lastra Serna.
El 27 de abril se procede a la sesión constitutiva de la Comisión Gestora, que en adelante regirá la administración provincial. Se nombra presidente de la misma a Ramón Ruiz Rebollo y vicepresidente a Gabino Teira, formando parte de la misma los vocales señores Ringelke, Vayas, Fernández Bueras, Vega, Ballesteros, Puente Borbolla y Alonso Pellón. En octubre de ese año, en la segunda asamblea de representantes municipales el señor Ruiz Rebollo, manifiesta que habrá estatuto cántabro, que una vez aprobado el Estatuto catalán, cualquier región podría obtener un Estatuto similar. Durante el año 1932 la Comisión Gestora sigue estudiando la posibilidad de un Estatuto Regional.
En las elecciones municipales del 24 de abril de 1933, en la provincia gana la derecha. El 10 de febrero de 1934, se constituye la nueva Comisión Gestora bajo la presidencia del gobernador civil Ignacio Sánchez Campomanes, con los diputados nombrados gubernativamente para constituir la misma. Dos días después se constituye la Comisión definitivamente, siendo nombrado presidente Isidro Mateo González y vicepresidente Leandro Mateo Fernández-Fontecha.
El 21 de septiembre el gobernador civil cesa a Isidro Mateo, el cual protesta por considerar ilegal su cese, nombrándose en esa misma sesión nuevo presidente a Gabino Teira Herrero. El 16 de octubre la corporación eleva su protesta por los sucesos revolucionarios de octubre. Asimismo, quedan enterados de la autorización del Ayuntamiento para la construcción del nuevo palacio provincial en un solar de la calle Juan de la Cosa, esquina a Casimiro Sainz. Durante el año 1935, bajo la presidencia de Gabino Teira, se activan las obras del nuevo palacio provincial, que a finales del año se encuentra muy avanzado en su construcción.
El 8 de enero de 1936 el gobernador civil Jesús Mazón Torrecilla, nombra nuevos diputados para formar la Comisión Gestora, y es nombrado presidente Jesús de Cospedal y Jorganes, siendo elegido vicepresidente Wladimiro Villegas Casado. Triunfante en las elecciones de febrero de 1936 la coalición de izquierda, Frente Popular, recién nombrado gobernador civil, Manuel Ciges Aparicio, da posesión de sus cargos (el 7 de marzo) a los miembros de la nueva gestora, resultando elegido presidente Juan Ruiz Olazarán y vicepresidente Federico Ringelke, el cual fallece poco tiempo después, siendo nombrado para sustituirle Laureano Miranda Ureta.
En la sesión del 11 de mayo se acuerda aceptar como escudo de la provincia y sello de la corporación el presentado por Tomás Maza Solano, como componente del Centro de Estudios Montañeses y cronista de la provincia. Escudo que siguió siendo el de la Diputación hasta su extinción.
En la sesión del 13 de julio se nombra una comisión para iniciar estudios preparatorios del Estatuto Regional, y en esta situación llega el 18 de julio y el comienzo de la guerra civil española, lo que paraliza el proyecto del Estatuto. De esta forma, avanza la Guerra Civil y el 8 de septiembre de 1937, es ocupada Cantabria por el ejército faccioso, siendo designado para presidir la diputación Eduardo González-Camino Bolívar, cuya primera decisión fue declarar nulos los acuerdos de la Comisión Gestora anterior y los del Consejo Interprovincial.